# اشتورم‌مورزر
اشتورم‌مورزر (به آلمانی: 38 cm Sturmmörser) یک توپ خودکششی آلمانی بود که در طول جنگ جهانی دوم بر روی شاسی تیگر ۱ ساخته و با یک خمپاره‌انداز ۳۸۰ میلی‌متری مسلح شد. وظیفه اصلی آن تامین پشتیبانی برای یگان‌های پیاده‌نظام بود که در مناطق شهری می‌جنگیدند. تعداد کمی از این توپ خودکششی در قیام ورشو، نبرد آردن و نبرد رایشس‌والت حضور داشتند.